# Elènia selvàtica
L'elènia selvàtica (Myiopagis gaimardii) és una espècie d'ocell de la família dels tirànids (Tyrannidae).

## Hàbitat i distribució
Habita boscos i vegetació secundària de les terres baixes al centre i est de Panamà, nord i est de Colòmbia, Veneçuela, Trinitat i Guaiana, cap al sud, a través de l'est de l'Equador i est del Perú fins al nord i l'est de Bolívia i Brasil amazònic i sud-oriental.